# Harniaków Wierch
Harniaków Wierch (768 m n.p.m.; dawniej również 727 m n.p.m.) – niewybitny szczyt na południowo-zachodnim skraju Beskidu Niskiego, wznoszący się na południe od wsi Piorunka, ok. 2,3 km na wschód od przełęczy Krzyżówka.
Leży w grzbiecie, stanowiącym wododział między dorzeczem Mochnaczki (a więc Popradu) na południowym zachodzie a dorzeczem Białej Dunajcowej na północnym wschodzie. Grzbiet ten, oddzielający się od głównego grzbietu wododziałowego Karpat na Czerteży (tuż na wschód od Dzielca, 792 m n.p.m.) biegnie na północny zachód przez Mizarne (770 m n.p.m.) i Piorun (743 m n.p.m.), po czym w szczycie Harniaków Wierchu zakręca ku zachodowi, by przez Rozdziele i Garb (780 m n.p.m., dawniej 784 m n.p.m.) osiągnąć przełęcz Krzyżówkę, za którą wznosi się i rozgałęzia, tworząc pasmo Jaworzyny Krynickiej.
Na zachodnich i północnych stokach szczytu Harniaków Wierchu mają swój początek źródłowe potoki Piorunki, natomiast na stokach południowych –  źródłowe cieki Fataloszki, lewobrzeżnego dopływu Mochnaczki.
Szczyt prawie w całości zalesiony, jedynie na grzbiecie biegnącym na wschód ciąg zarastających polan. W całym masywie Harniaków Wierchu i sąsiedniego Rozdziela nie ma znakowanych szlaków turystycznych co powoduje, że jest on bardzo rzadko odwiedzany przez turystów.